# Ursula Keller (Autorin)
Ursula Keller (* 1964 in Lübeck) ist eine deutsche Autorin und Übersetzerin.

## Leben und Wirken
Ursula Keller wuchs in Stuttgart auf. Zahlreiche Forschungsaufenthalte führten sie nach Russland. Bis 2002 war sie wissenschaftliche Mitarbeiterin am Institut für Slavische Philologie am Osteuropa-Institut der Freien Universität Berlin und lebt heute als freie Autorin und Übersetzerin in Berlin-Charlottenburg.
In den letzten Jahren hat sie diverse Werke zu Sofja Andrejewna Tolstaja und Lew Nikolajewitsch Tolstoi übersetzt und herausgegeben, vor allen Dingen zusammen mit der aus Kiew stammenden Autorin und Regisseurin Natalja Sharandak, die seit 1992 in Berlin lebt und arbeitet.

## Rezeption
Insbesondere Eine Ehe in Briefen (2010) wurde von der Literaturkritik positiv aufgenommen, da man hier in der Person Sofja Andrejewna Tolstaja eine literarische Entdeckung machen konnte.
Bei Sofja Andrejewna Tolstaja. Ein Leben an der Seite Tolstojs hob die Rezensentin hervor, dass  beide Autorinnen auch die acht Bände von Tolstajas Erinnerungen Mein Leben, die selbst in Russland nur in Auszügen veröffentlicht wurden, durch ihre Einsicht im Archiv von Jasnaja Poljana vollständig zu nutzen wussten.
Auch ihre Übersetzung von Lied ohne Worte wurde von der Kritik gelobt. Der Spiegel nahm Lied ohne Worte in seine Reihe „Die wichtigsten Bücher der Woche“ auf.
2015 erschien ihre Übersetzung des Romans Eine Straße in Moskau von Michail Ossorgin, die Martin Mosebach in der Frankfurter Allgemeinen Zeitung als „literarisches Ereignis dieses Herbstes“ würdigte.

## Werk
Übersetzung
- Sofja Tolstaja: Lied ohne Worte. Aus dem Russischen übersetzt von Ursula Keller. Nachwort von Natalja Sharandak, Manesse, Zürich 2010, ISBN 978-3-7175-2210-2.
- Michail Ossorgin: Eine Straße in Moskau. Aus dem Russischen übersetzt von Ursula Keller. Die Andere Bibliothek, Berlin 2015, ISBN 978-3-8477-0367-9.
- Nadeschda Mandelstam: Erinnerungen an das Jahrhundert der Wölfe. Aus dem Russischen, mit Anmerkungen und einem Nachwort von Ursula Keller. Die Andere Bibliothek, Berlin 2020, ISBN 978-3-8477-0426-3.

als Autorin/Herausgeberin/Übersetzerin
- Ursula Keller, Natalja Sharandak: Abende nicht von dieser Welt. St. Petersburger Salondamen und Künstlerinnen des Silbernen Zeitalters. Grambin, Berlin 2003, ISBN 3-932338-18-9.[7]
- Ursula Keller, Natalja Sharandak: Sofja Andrejewna Tolstaja. Ein Leben an der Seite Tolstojs. Insel Verlag, Frankfurt am Main/Leipzig 2009, ISBN 978-3-458-17408-0[8]
- Eine Ehe in Briefen. Lew Tolstoj. Sofja Tolstaja. Herausgegeben und aus dem Russischen übersetzt von Ursula Keller und Natalja Sharandak. Insel Verlag, Berlin 2010, ISBN 978-3-458-17480-6.
- Ursula Keller, Natalja Sharandak: Sofja Andrejewna Tolstaja. Ein Leben an der Seite Tolstojs. Insel Verlag, Berlin 2010, ISBN 978-3-458-35345-4.
- Ursula Keller, Natalja Sharandak: Lew Tolstoj. Rowohlt-Taschenbuch-Verlag, Reinbek bei Hamburg 2010, ISBN 978-3-499-50717-5.
- Ursula Keller, Natalja Sharandak: Madame Blavatsky. Eine Biographie. Insel Verlag, Berlin 2013, ISBN 978-3-458-17572-8.
- Die Farben der Nacht, mit Bernd Meiners (Fotograf). Corso Verlag, Hamburg 2015, ISBN 978-3-7374-0716-8.
- Ursula Keller, Natalja Sharandak: Iwan Turgenjew und Pauline Viardot. Insel Verlag, Berlin 2018, ISBN 978-3-458-17769-2.
- Ursula Keller, Natalja Sharandak: Dostojewskij und die Frauen. Insel Verlag, Berlin 2022, ISBN 978-3-458-17906-1.